# Fazil Abdulovics Iszkander
Iszkander, Fazil Abdulovics, oroszul: Искандер, Фазиль Абдулович (Szuhumi, Szovjetunió, 1929. március 6. – Peregyelkino-Moszkva, 2016. július 31.) abház származású orosz író, költő.

## Élete
Volt téglagyár-tulajdonos családjába született 1929-ben, apja iráni (perzsa) származású, édesanyja abház. Apját 1938-ban deportálták a Szovjetunióból, soha többé nem látta, édesanyja rokonai nevelték föl Csegema faluban (napjainkban Dzsgerda község elnéptelenedett településrésze).
Orosz iskoláját kitüntetéssel végezte Abháziában. Moszkvában 3 évig könyvtár szakra járt, végül a Gorkij Irodalmi Intézetben végzett 1954-ben.
1954-1956-ban újságíróként dolgozott Kurszkban és Brjanszkban. 1956-ban az Állami Kiadó abház részlegének szerkesztője lett, 1962-ben Moszkvába költözött.
Költőnek indult, első kötete 1957-ben jelent meg Szuhumiban (Gornije tropi – Hegyi ösvények), az évtized végétől rendszeresen publikált a Junoszty (Ifjúság) folyóiratban. Prózát 1962-től írt, népszerűségét a Novij Mirben (Új Világ) közreadott Kecskecsillag (Szozvezgyije kozlotura) kisregény hozta meg, melyben a szovjet mezőgazdaság fellendítését célzó kampányokat és a könnyen befolyásolható közvéleményt teszi nevetségessé (részben más műveinek motívumaival dúsítva 1989-ben megfilmesítették).
Jelentősebb könyveit sajátos műfajokban alkotta: regény-hősköltemény, eposz, elbeszélés-példázat, esszé-párbeszéd, valamint hagyományos elbeszéléseket és novellákat is írt.
Szandro Csegemából (1973) c. regény-hőskölteményét első megjelenésekor a szovjet cenzúra kétharmadára kurtította. Csonkítatlanul először az USA-ban jelent meg 1979-ben (ún. „tamizdat”), a SZU-ban először 1989-ben adták közre. Egyfajta modern pikareszk regény, időben ugráló novellafüzér egy kaukázusi faluról, központi szereplője az abház folklórból ismerős motívumokkal jellemzett Szandro öregapó. Egynémely méltatója Iszkander művészetét „mágikus realizmus” vagy „misztikus realizmus”-ként aposztrofálta.
Számos művének cselekménye Csegema faluban zajlik, ahol gyermekkora java részét is töltötte.
A műveiben gyakran előforduló elmélkedések leginkább az igazságosság, becsület, méltóság, aszkézis, a föld szeretete, a halál és az elhunytak tisztelete fogalomkörét érintik.
Fentieken túl a Lityeraturnaja Abhazija (Irodalmi Abházia) és a Nyegyelja (A Hét) kiadványaiban is publikált. Még a szovjet időkben elmés aforizmák szerzőjeként is közismert lett. Pl. a szovjet alkotói lét korlátok közé szorítottságát ekképp fogalmazta meg: „Ha nincs erőd széttörni rabláncaid, hát köpj reájuk – hátha elrozsdásodnak...” Rövid hitvallása: „A kultúra nem az elolvasott, hanem a megértett könyvek összessége…”
1979-ben elbeszélése jelent meg a cenzúra megkerülésével közreadott nevezetes Metropol almanachban (szamizdat). Ettől kezdve egészen a gorbacsovi peresztrojkáig publikálási gondjai adódtak a SZU-ban. A szovjet televízióban népszerű KVN (Klub veszjolih i nahodcsivih – kb. Vidámak és talpraesettek klubja) vetélkedő döntőjének zsűrijében tag volt 1987-ben.
Műveit közel 30 nyelvre fordították le.
Irodalmi példaképei: Puskin és Brodszkij költészete, a prózában Dosztojevszkij és Turgenyev.
2011-ben nyilatkozta 82. születésnapján: „Kétségtelenül orosz író vagyok, aki gyakran Abháziát énekelte meg. Abházul, sajnos, semmit sem írtam. Elköteleződésem az orosz kultúra mellett egyértelmű volt.”

## Közéleti tevékenysége
Közszereplőként többször is föllépett kis létszámú őslakos csoportok érdekében, deportált és elnyomott írók védelmében tiltakozó levelek sokaságát írta alá. 1989-ben az abház ellenzéki erők részéről a Szovjetunió Legfelsőbb Tanácsa képviselőjévé választották, ahol az intézmény 1991-ben bekövetkezett önfeloszlatásáig dolgozott. Ezt követően többé nem politizált hivatásszerűen. Abházia Grúziától való elszakadását sem támogatta, óva intett a „véres zsákutcától”. Az író a moszkvai abház diaszpóra korelnöke és legmegbecsültebb tagja volt.

## Halála
2016. július 31-én akut szív-keringési elégtelenség következtében hunyt el a Moszkva melletti Peregyelkinóban lévő dácsáján. Családja gyászában a nyilvánosság előtt Vlagyimir Putyin orosz elnök is osztozott. Augusztus 2-án temették el a Novogyevicsij-kolostor temetőjében. E napon Abháziában nemzeti gyászt hirdettek.

## Családja
1960-ban nősült, felesége Antonyina Mihajlovna Hlebnyikova (Iszkander) költőnő. Egy fia és egy lánya született. Aranylakodalmuk után, 2011 tavaszán a házaspár közös verseskötetet adott közre: Hó és szőlő. Többek közt a szerelemről (Sznyeg i vinograd. O ljubvi i nye tol’ko).

## Díjai, kitüntetései

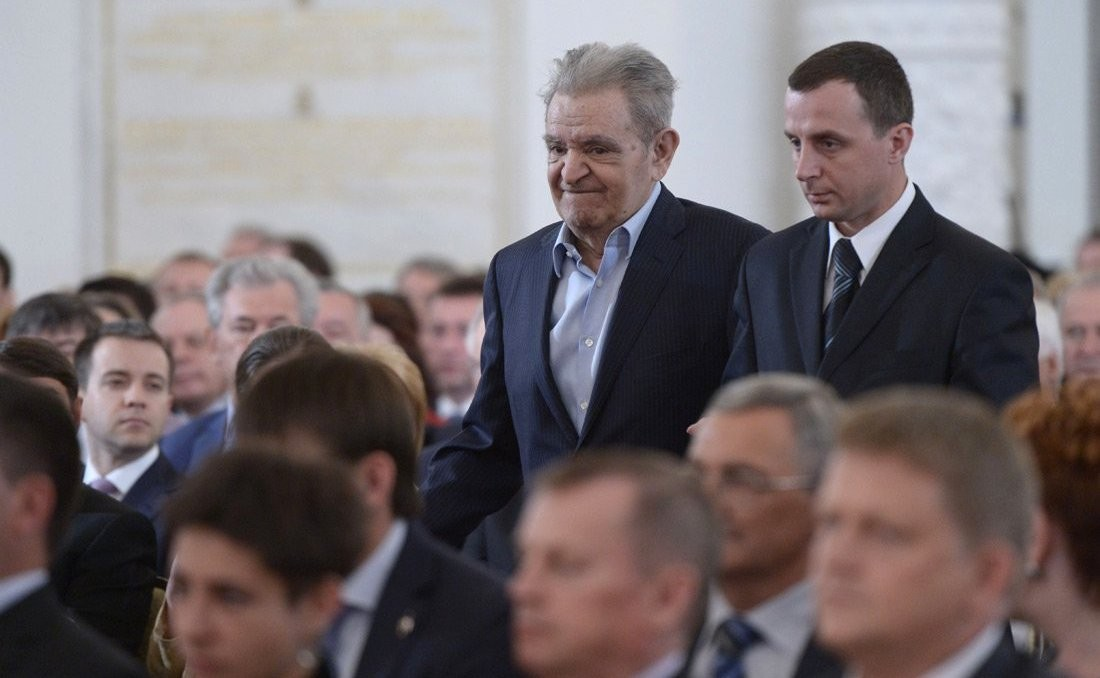
Fazil Iszkander díjat vesz át (álló alak balról).

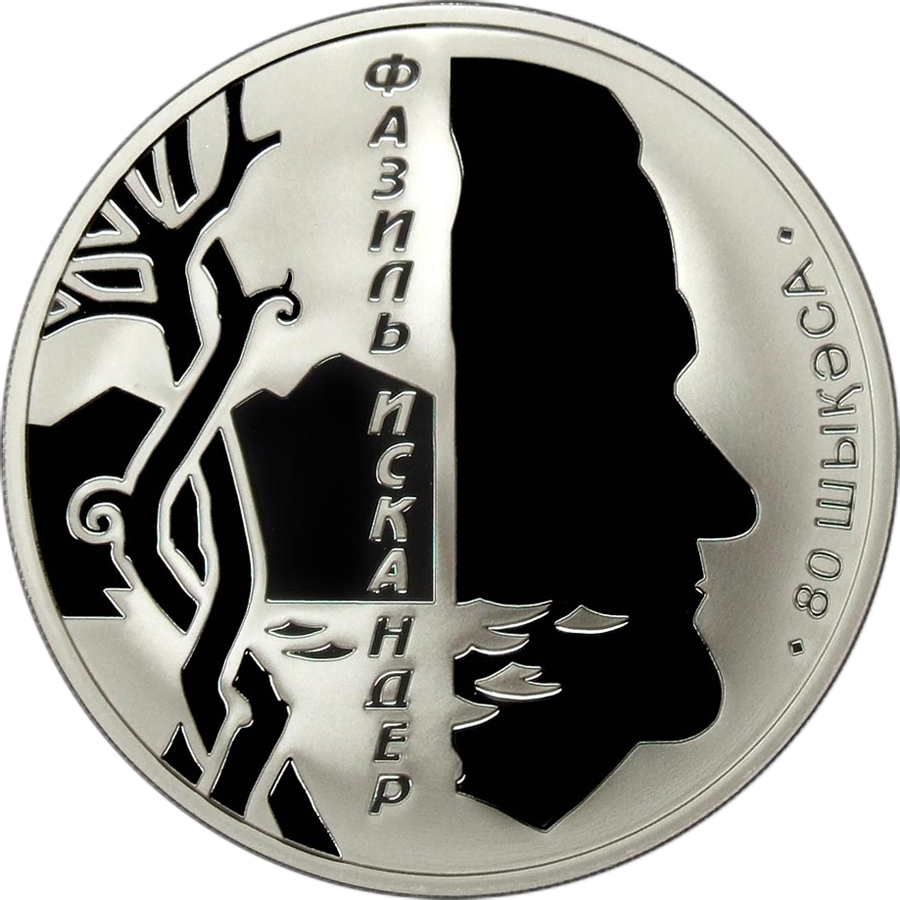
Ezüstérme Fazil Iszkanderről, az „Abházia kiemelkedő személyiségei” sorozatból (2009)

- Szovjetunió állami díja (1989) – Szandro Csegemából c. regényéért
- Puskin-díj (1993)
- Oroszország állami díja (1994)
- Triumf-díj (1999)
- „A haza szolgálatáért” érdemrend III. fokozata (1999. márc. 3.)[14]
- „Cseszty i szlava” (Becsület és dicsőség) díj I. fokozata, Abházia (2002. jún. 18.)[15]
- „A haza szolgálatáért” érdemrend II. fokozata (2004. szept. 29.)[16]
- "A haza szolgálatáért" érdemrend IV. fokozata (2009. márc. 13.)[17]
- „Oroszország kormányának díja” (2011. dec. 26.) – "Válogatott művek" c. kötetéért
- „Oroszország állami díja” (2014) – a honi irodalom gazdagításáért[18]
- Az Orosz Művészeti Akadémia Tiszteletbeli tagja

## Főbb művei
- https://web.archive.org/web/20160822164303/http://lib202iskander.ru/index.php/stoyanka-cheloveka/bibliograficheskij-ukazatel

### Versek
- Gornije tropi (Hegyi ösvények); Szuhumi, 1957
- Dobrota zemli (A föld jósága); Szuhumi, 1959
- Zeljonij dozsgy (Zöld eső); Moszkva, 1960
- Gyetyi Csernomorja (A Fekete-tengermellék gyermekei); Szuhumi, 1961
- Molodoszty morja (A tenger ifjúsága); Moszkva, 1964
- Zori zemlji (Földi hajnalok); Moszkva, 1966
- Letnyij lesz (Nyári erdő); Moszkva, 1969
- Puty (Út); Moszkva, 1987
- Sztyihotvorenyija (Költemények); Moszkva, 1993

### Próza
- Szozvezgyije Kozlotura (Kecskecsillag); in: Novij mir, 1966/8
- Zapretnij plod (Tiltott gyümölcs); Moszkva, 1966
- Kolcserukij (A Bicekezű); in: Novij mir, 1967/4
- Tri rasszkaza; in: Novij mir, 1969/5
- Gyerevo gyetsztva; Moszkva, 1970, 1974(2)
- Gyeny Csika (Csik egy napja); in: Junoszty, 1971/10
- Szandro iz Csegema (Szandro Csegemából); in: Novij mir, 1973/8-11; önálló kötetben: 1977
- Vremja szcsasztlivih nahodok; Moszkva, 1973
- Pod szenyju greckogo oreha; Moszkva, 1979
- Malenykij gigant bol'sogo szeksza; in: Metropol almanach (Ann Arbor, USA, 1979); Ó, Marat! címmel in: Ogonyok folyóirat, 1988/21-22; beemelve a Szandro iz Csegema c. regénybe (23. fejezet), 1989 (Lavrentyij Pavlovics Berija szerelmi kalandjainak leírása)
- Kroliki i udavi; Ann Arbor, USA, 1982; in: Junoszty, 1987/9
- Zascsita Csika; Moszkva, 1983
- Bol’soj gyeny bol’sogo doma; Szuhumi, 1986
- Izbrannoje; Moszkva, 1988
- Kofejnya v more, színdarab; in: Tyeatr, 1988/6
- Sztojanka cseloveka; Moszkva, 1990
- Cselovek i jevo okresznosztyi; Moszkva, 1993
- Trinadcatij podvig Gerakla
- Szoficska; Moszkva, 1997
- Nyezvanij goszty; in: Zvezda, 1999

## Magyarul, önálló kötetek
- Kecskecsillag / A Bicekezű; ford. Baranyi Gyula; Magvető, Bp., 1968
- Tiltott gyümölcs. Kisregények és elbeszélések; ford. Árvay János et al.; Európa, Bp., 1974
- Csik egy napja. Elbeszélések; ford. Árvay János et al.; Móra, Bp., 1979
- A szarvasfiú / A páncélszekrény titka. Két kisregény; ford. Harsányi Éva; Európa, Bp., 1984
- Csik tudta, hol van a kutya elásva; ford. Árvay János et al.; Móra, Bp., 1989
- Vérbosszú. Elbeszélések; ford. Árvay János; Európa, Bp., 1989

### Filmográfia[19]
- 1969 – Vremja szcsasztlivih nahodok
- 1986 – Csegemszkij gyetyektyiv
- 1989 – Prazdnyik ozsidanyija prazdnyika
- 1989 – Vori v zakonye – a Barmen Adgur és Csegemszkaja Karmen c. novellák nyomán
- 1989 – Szozvezdgyije Kozlotura (Kecskecsillag c. kisregény nyomán)
- 1989 – Baltazár lakomája, avagy egy éjszaka Sztálinnal[20] – a Szandro Csegemából c. regény Piri Valtaszara fejezete nyomán
- 1991 – Rassztanyimszja, poka horosije – a Dudka sztarogo Haszana c. novella nyomán
- 1992 – Malenykij gigant bol'sogo szeksza – az Ó, Marat!" c. elbeszélés nyomán
- 2016 – Szoficska – azonos című elbeszélés nyomán

## Részvételével készített dokumentumfilm
Apszni-Abhazija. Sztrana dusi (Apszni-Abházia. A lélek országa), 2010

## Emlékezete
- Egy moszkvai közkönyvtár (egykoron a 185. számú) még életében fölvette az író nevét. Jelenleg (2016): 202. sz. könyvtár, Fazil Iszkander Kulturális Központ.[22]
- 2009-ben a Bank of Abházia ezüst emlékérmét adott ki az író 80. születésnapja tiszteletére, az Abházia kiemelkedő személyiségei sorozatban (névérték: 10 apszar(wd))
- A Krími Asztrofizikai Obszervatórium csillagásza, Ljudmila Karacskina az író tiszteletére Iszkanderről nevezte el az 1983. aug. 4-én fölfedezett (5615. számú) aszteroidát